# NGC 4288A
NGC 4288A is een elliptisch sterrenstelsel in het sterrenbeeld Jachthonden. Het hemelobject werd op 10 april 1788 ontdekt door de Duits-Britse astronoom William Herschel.

## Synoniemen
- UGC 7399
- MCG 8-23-6
- DDO 119
- ZWG 244.6
- PGC 39840